# Cardada
Cardada est une localité située sur le flanc du Monte Cimetta, au-dessus de la ville de Locarno. Elle est desservie par un téléphérique à partir du village d'Orselina. De Cardada, un télésiège permet de monter jusqu'au sommet de Cimetta (1 671 m). Ces deux remontées mécaniques sont opérationnelles toute l'année.

## Domaine skiable
Le site de Cardada était fréquenté par les skieurs depuis 1936, date de la création du refuge de Cimetta par le Ski Club de Solduno. Le téléphérique Orselina-Cardada est construit en 1952, suivi en 1956 par le télésiège Cardada-Cimetta. Le téléphérique a été entièrement rénové en l'an 2000. Les cabines actuelles ont été dessinées par l'architecte Mario Botta.
Trois téléskis sont construits entre 1951 et 1965, un quatrième en 1980. Utilisés conjointement au télésiège Cardada-Cimetta, ils permettent la pratique du ski sur les versants sud, sud-est et nord-ouest de la Cimetta, à une altitude comprise entre 1 329 m et 1 670 m.
Le 18 octobre 2019, la décision d'arrêter définitivement les téléskis est prise en raison du manque récurrent de neige. Le télésiège et le téléphérique restent ouverts mais il n'est plus possible de pratiquer le ski.